# 深伊沢村
深伊沢村（ふかいざわむら）は三重県鈴鹿郡にあった村。現在の鈴鹿市の北西部、東名阪自動車道・鈴鹿インターチェンジの周辺にあたる。

## 地理
- 河川：御幣川、椎山川
- 湖沼：竜ヶ池

## 歴史
- 1889年（明治22年）4月1日 - 町村制の施行により、伊船村・長沢村・深溝村の区域をもって発足。
- 1956年（昭和31年）9月30日 - 庄内村と合併して鈴峰村が発足。同日深伊沢村廃止。

## 交通

### 道路
現在は旧村域に東名阪自動車道の鈴鹿インターチェンジが所在するが、当時は未開通。